# Parablennius incognitus
Parablennius incognitus es una especie de pez de la familia Blenniidae en el orden de los Perciformes.

## Morfología
• Los machos pueden llegar alcanzar los 5,8 cm de longitud total.

## Distribución geográfica
Se encuentra en  Madeira, las Islas Canarias, Camerún,  Marruecos, y desde la península ibérica hasta el Mar Negro y el Mar de Mármara.